# Filtro Bessel
Em eletrônica e processamento de sinais, um filtro Bessel é uma variedade de filtro linear com uma resposta de fase o mais plana possível. Os filtros Bessel são comumente utilizados em sistemas de crossover de áudio.